# 周培錦
周培錦，字子雲，贵州安順人，清朝政治人物，同進士出身。

## 生平
同治元年（1862年）壬戌科進士，三甲一百十一名，官直隸遷安縣知縣。